# اگوستا، لازیو
اگوستا، لازیو (به ایتالیایی: Agosta, Lazio) یک سکونتگاه مسکونی در ایتالیا است که در استان رم واقع شده‌است.

## خصوصیات
اگوستا ۹٫۵ کیلومترمربع مساحت و ۱٬۷۳۳ نفر جمعیت دارد و ۳۹۲ متر بالاتر از سطح دریا واقع شده‌است.